# Luke Kunin
Luke Kunin (* 4. Dezember 1997 in Chesterfield, Missouri) ist ein US-amerikanischer Eishockeyspieler, der seit März 2025 bei den Columbus Blue Jackets aus der National Hockey League (NHL) unter Vertrag steht und dort auf der Position des Centers spielt. Zuvor verbrachte er drei Jahre in der Organisation der Minnesota Wild sowie je knapp zwei Spielzeiten bei den Nashville Predators und San Jose Sharks.

## Karriere

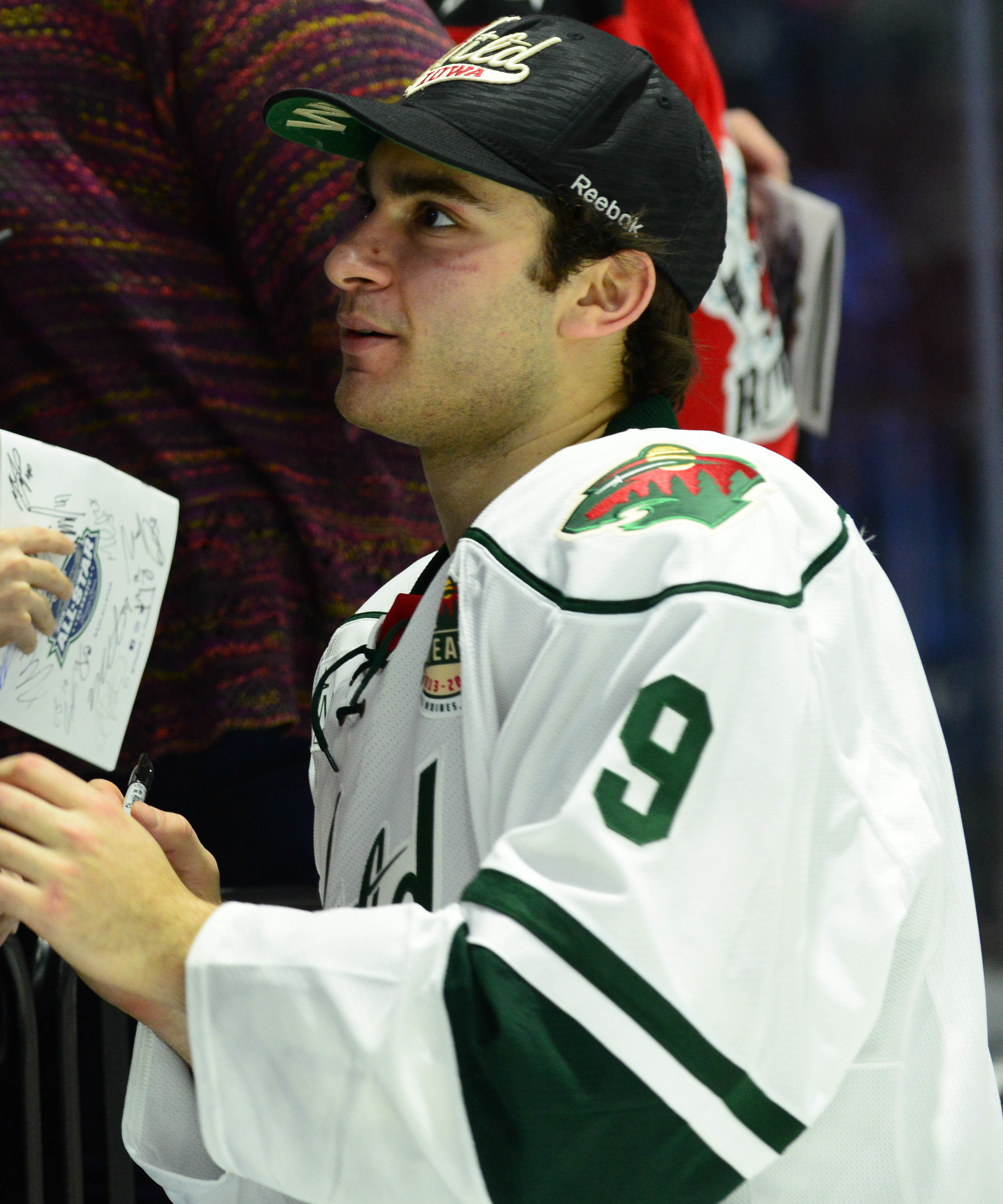
Kunin beim AHL All-Star Classic (2018)

Luke Kunin wurde in Chesterfield geboren, einem Vorort von St. Louis, und spielte dort in seiner Jugend unter anderem für die St. Louis AAA Blues. Zur Saison 2013/14 wechselte er in das USA Hockey National Team Development Program (NTDP), die zentrale Talenteschmiede des US-amerikanischen Eishockeyverbands USA Hockey. Für deren Nachwuchs-Auswahlen nahm der Center fortan am Spielbetrieb der United States Hockey League (USHL) teil, der höchsten Juniorenliga des Landes. Zugleich fungieren die Teams des NTDP als Junioren-Nationalmannschaften, sodass Kunin mit der U17 und der U18 jeweils die Goldmedaille bei der World U-17 Hockey Challenge im Januar 2014 sowie bei der U18-Weltmeisterschaft 2015 gewann. Zudem übernahm er in der Spielzeit 2014/15 das Kapitänsamt der U18-Auswahl.
2015 schied Kunin altersbedingt aus dem NTDP aus und schrieb sich an der University of Wisconsin–Madison ein, für deren Eishockeyteam, die Badgers, er fortan am Spielbetrieb der Big Ten Conference teilnahm, einer Conference der National Collegiate Athletic Association (NCAA). Als Freshman erzielte der Mittelstürmer 32 Scorerpunkte in 34 Spielen und wurde infolgedessen ins Big Ten All-Rookie Team berufen. Anschließend wählten ihn die Minnesota Wild im NHL Entry Draft 2016 an 15. Position aus. Vorerst kehrte der US-Amerikaner jedoch für eine weitere Spielzeit nach Wisconsin zurück, in der er bei den Badgers sowie bei der U20-Nationalmannschaft der USA als Mannschaftskapitän fungierte, mit der er bei der U20-Weltmeisterschaft 2017 die Goldmedaille errang.
Nach seiner zweiten College-Saison, in der man ihn ins Big Ten Second All-Star Team wählte, unterzeichnete Kunin im März 2017 einen Einstiegsvertrag bei den Minnesota Wild. Diese schickten ihn zu den Iowa Wild, ihrem Farmteam aus der American Hockey League (AHL), wo er in der Folge sein Profidebüt gab. Wenige Spieltage nach Beginn der Saison 2017/18 wurde Kunin schließlich erstmals in den Kader der Minnesota Wild berufen und debütierte somit im Oktober 2017 in der National Hockey League (NHL). Anschließend folgten regelmäßige Wechsel zwischen Minnesota und Iowa, bevor er sich schließlich zur Spielzeit 2019/20 in der NHL etablierte.
Nach drei Jahren in Minnesota gaben ihn die Wild jedoch im Rahmen des NHL Entry Draft 2020 im Oktober 2020 im Tausch für Nick Bonino an die Nashville Predators ab. Zudem erhielt Minnesota ein Zweit- und ein Drittrunden-Wahlrecht, Nashville derweil ein Viertrunden-Wahlrecht, allesamt für diesen Draft. Kunin verblieb daraufhin zwei Spieljahre in Nashville, ehe er im Juli 2022 im Tausch für John Leonard und ein Drittrunden-Wahlrecht im NHL Entry Draft 2023 an die San Jose Sharks abgegeben wurde. Nach zweieinhalb Jahren in San Jose gaben ihn die Sharks im März 2025 im Tausch für ein Viertrunden-Wahlrecht im NHL Entry Draft 2025 an die Columbus Blue Jackets ab.

## Erfolge und Auszeichnungen
- 2016 Big Ten All-Rookie Team
- 2017 Big Ten Second All-Star Team
- 2018 Teilnahme am AHL All-Star Classic

### International
- 2014 Goldmedaille bei der World U-17 Hockey Challenge
- 2015 Goldmedaille bei der U18-Weltmeisterschaft
- 2017 Goldmedaille bei der U20-Weltmeisterschaft

## Karrierestatistik
Stand: Ende der Saison 2024/25

### International
Vertrat die USA bei:
| - World U-17 Hockey Challenge Januar 2014 - U18-Weltmeisterschaft 2015 - U20-Weltmeisterschaft 2017 | - Weltmeisterschaft 2019 - Weltmeisterschaft 2024 |

(Legende zur Spielerstatistik: Sp oder GP = absolvierte Spiele; T oder G = erzielte Tore; V oder A = erzielte Assists; Pkt oder Pts = erzielte Scorerpunkte; SM oder PIM = erhaltene Strafminuten; +/− = Plus/Minus-Bilanz; PP = erzielte Überzahltore; SH = erzielte Unterzahltore; GW = erzielte Siegtore; 1 Play-downs/Relegation; Kursiv: Statistik nicht vollständig)